# Hobyo
Hobyo (wł. Obbia,  som. Hobyo; arab. Hubja,Hubyā) – miasto w Somalii (Galmudug). Położone w środkowej części kraju nad Oceanem Indyjskim. 
Jest jedną z głównych baz lądowych somalijskich piratów.